# K'
K'  ou Kay Dash (ケイ・ダッシュ, Kei Dasshu) est un personnage de jeu vidéo de la série The King of Fighters faisant sa première apparition dans le jeu The King of Fighters '99: Millennium Battle.
K' est devenu un personnage emblématique apparaissant dans tous les The King of Fighters à partir du '99 jusqu'au XV, excepté dans The King of Fighters XII où le personnage n'apparait pas. K' est également mis en avant lié à une organisation secrète nommée « NESTS », qui a pour but de dominer le monde. L'antagoniste du jeu est Krizalid, un clone de K' employé par la NESTS. L'arc « NESTS » s'étend de The King of Fighters '99 jusqu'à The King of Fighters 2001, concluant la trilogie par la destruction de l'organisation.

## Histoire
K' était un enfant qui avec sa sœur avait une vie plutôt heureuse. Un jour, ils ont été capturés par NESTS, un syndicat du crime qui s'occupait de la drogue, de la génétique, de la robotique et de la biotechnologie. K' a été gardé sous NESTS et entraîné pour être une sorte d'arme. En 1998, K' a été inclus au programme de clonage de Kusanagi. Il a été imprégné de l'ADN de Kyo Kusanagi, ce qui lui a donné le pouvoir de la pyrokinésie. Pendant le programme, la mémoire de K' a été bricolée, Krizalid a fait croire à K' que ce dernier était son clone de alors que c'était l'inverse : Krizalid est en fait le vrai clone de K'.
Dans KOF 2000, K' et Maxima ont été rejoints par les mercenaires Vanessa et Ramon. Ils sont entrés dans le tournoi pour découvrir le système NESTS, mais Vanessa et Ramon étaient là pour capturer K' et Maxima à la fin du tournoi, puisqu' ils travaillaient pour Ling et Heidern. Leur équipe se rend à la finale où ils rencontrent Zéro. Bien que K' réussisse à vaincre le traître, ils sont incapables d'empêcher le Zéro Cannon de tirer. À leur insu, Kula Diamond et son équipe la détruisent et épargnent au monde d'autres dégâts. K' et Maxima sont de nouveau séparés de leurs coéquipiers après l'apogée du tournoi. Whip les trouve, révèle à K' qu'elle est sa sœur et rejoint leur effort de résistance. 
Dans KOF 2001, K' Maxima, Whip et Lin collaborent ensemble pour anéantir NESTS une bonne fois pour toutes, ils tombent sur le vrai Zéro original, le Zéro qui mort dans 2000 n'était que son clone. Ils atteignent le satellite et rencontrent le vrai leader de NESTS Igniz, K' et son équipe réussissent à le vaincre. Igniz, ne supportant pas son échec, essaye de détruire tout le QG de NESTS avec eux K' et les autres s'échappent et font évacuer tous les passagers, Igniz est finalement mort et NESTS est détruite pour de bon. Après ces évènements, K' forme une alliance avec Kula Diamond qui se termine bien, tous les deux sont prêts à faire équipe à n'importe quel moment.
Dans KOF XV, Kula est capturée et manipulée par Krohnen, pour l'opposer à K'. Ce dernier forme une team avec Maxima et Whip pour comprendre de quoi il retourne, et surtout ce que lui veut Krohnen.

## Apparitions
- The King of Fighters '99
- The King of Fighters 2000
- The King of Fighters 2001
- The King of Fighters 2002
- The King of Fighters Neowave
- The King of Fighters: Maximum Impact
- The King of Fighters 2003
- KOF: Maximum Impact 2
- Neo Geo Battle Coliseum
- The King of Fighters XI
- The King of Fighters XIII
- The King of Fighters XIV
- The King of Fighters XV
- KOF Maximum Impact Regulation A
- The King of Fighters 2002 Unlimited Match
- The King of Fighters 2

## Équipes
| Nom de l'équipe  | Jeu(x) | Alliés |
| ---------------- | --- | --- |
| « Hero Team »    | → The King of Fighters '99 → The King of Fighters 2001 | → Maxima, Benimaru Nikaido & Shingo Yabuki → Maxima, Whip & Lin                                             |
| « K' Team »      | → The King of Fighters 2000 → The King of Fighters 2003 → The King of Fighters XI → The King of Fighters XIII → The King of Fighters XIV → The King of Fighters XV | → Maxima, Vanessa & Ramon → Maxima & Whip → Maxima & Kula Diamond → Maxima & Kula Diamond --> Maxima & Whip |
| « KOF '99 Team » | → The King of Fighters 2002 → The King of Fighters Neowave | → Maxima & Whip                                                                                             |